# Bursera sellowii
Bursera sellowii là một loài thực vật có hoa trong họ Burseraceae. Loài này được Turcz. mô tả khoa học đầu tiên năm 1863.